# Slovanské náboženství

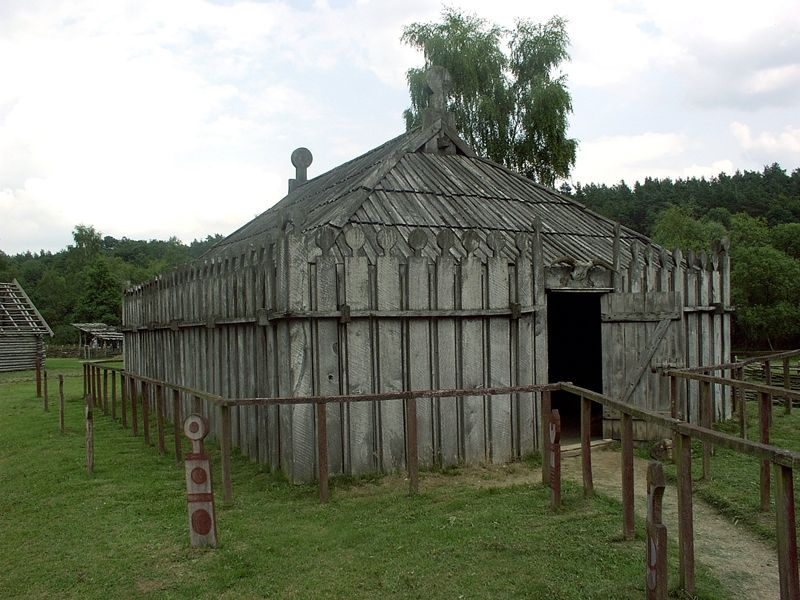
Rekonstrukce chrámu Polabských Slovanů v Groß Raden, Meklenbursko

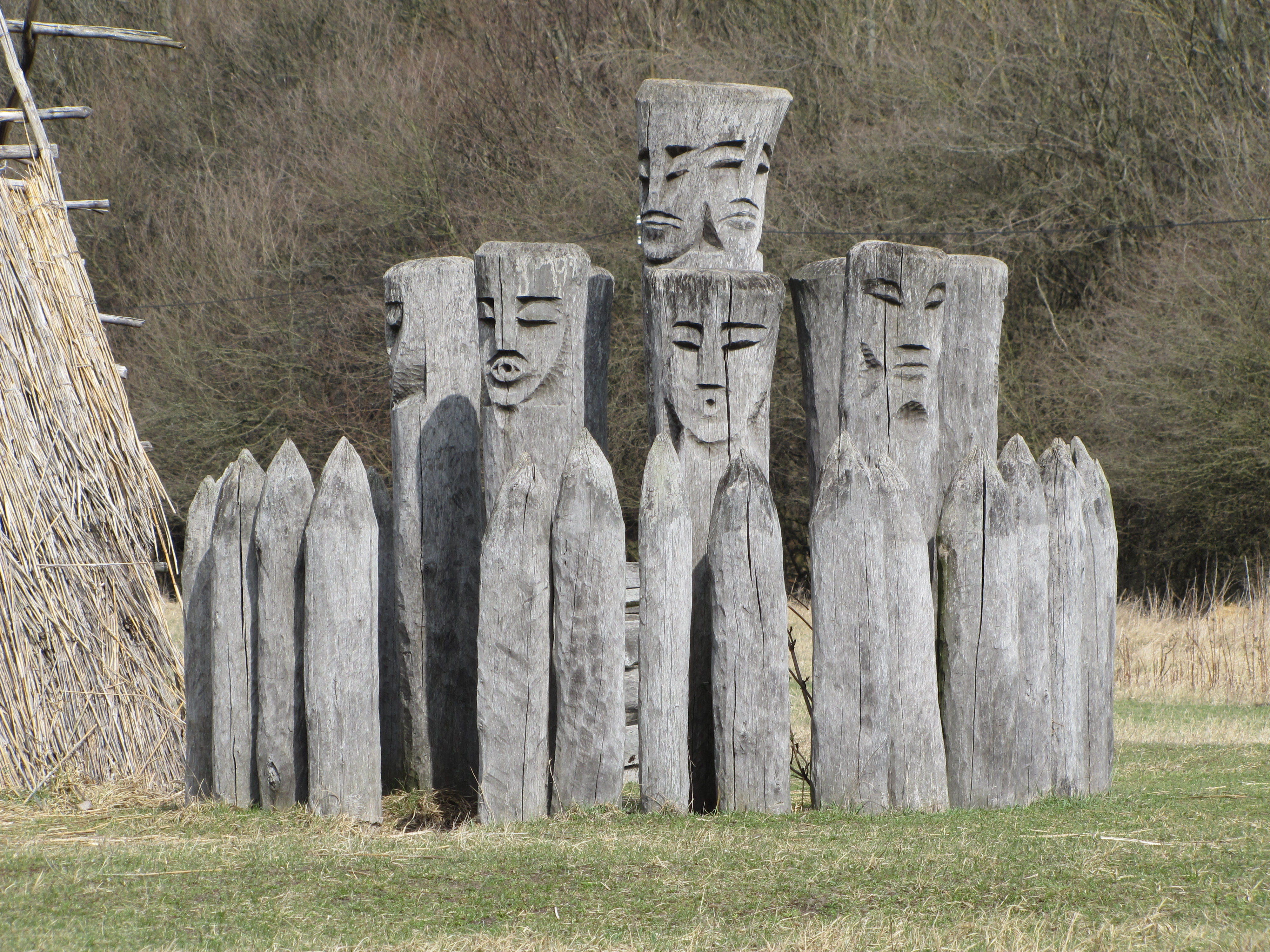
Rekonstrukce obětiště v areálu muzea v přírodě na Pohansku u Břeclavi

Slovanské nebo staroslovanské náboženství, běžně také slovanské pohanství apod., jsou tradičně užívaná označení pro původní náboženství Slovanů před jejich přijetím křesťanství. Slovanské náboženství bylo polyteistické, Slované uctívali více bohů. Zdrojem náboženství byl soubor lidových předkřesťanských představ souhrnně nazývaný jako slovanská mytologie, která se dochovala jen ve fragmentech. Náboženský kult se, kromě božstev, soustředil i na uctívání přírodních objektů jako byly posvátné stromy, návrší a prameny, nadpřirozených bytostí jako byly víly, duše předků a praktikování rituálů. Cestovatel Ibn Fadlán říká o Slovanech, že všichni jsou uctívači ohně.
Doba vzniku náboženství starých Slovanů je neznámá, s největší pravděpodobností vznikalo postupně a zaniklo až během středověku pod vlivem nástupu křesťanství. Mnoho pohanských zvyků se však zachovalo až do současnosti především v lidové kultuře a o obnovu tohoto náboženství se snaží novopohanská hnutí, zejména takzvané rodnověří. Slovanské náboženství vykazovalo mnoho shodných rysů s ostatními indoevropskými náboženstvími a bylo ovlivněno i představami různých sousedních etnik.
Z důvodu původu pojmu „pohanství“ v křesťanské kultuře bývá nahrazováno pojmem slovanské (staré, staroslovanské, předkřesťanské atp.) náboženství, případně slovanský polyteismus. Nepřesně je také někdy používán pojem slovanská mytologie, který však označuje pouze část slovanského duchovního systému, a to konkrétně bájesloví.

## Polyteistický a dualistický charakter
Ve staroruských kázáních jsou nejčastěji zmiňovanými bohy hromovládný Perun, sluneční Chors a do třetice Veles, bůh podsvětí a stád, tzn. bohatství. Významnou úlohu zastávala také Mokoš, bohyně země ctěná zejména ženami. Za důležité bohy jsou považováni také Svarožic, Svarog, a někteří další. 
| „ | A věří v Peruna, v Chorse, v Sima i Rgla, v Mokoš a ve víly, kterých je, jak říkají prokletí a nerozumní, třicet sester, ty považují za bohyně a obětují jim – krávy jim porážejí a kuřata podřezávají; a modlí se k ohni, nazývajíce jej Svarožicem, a česnek bohům připravují, a když je u někoho hostina, tehdy ho kladou do věder a číší a pijí, veselíce se pro své modly.“ | “ |

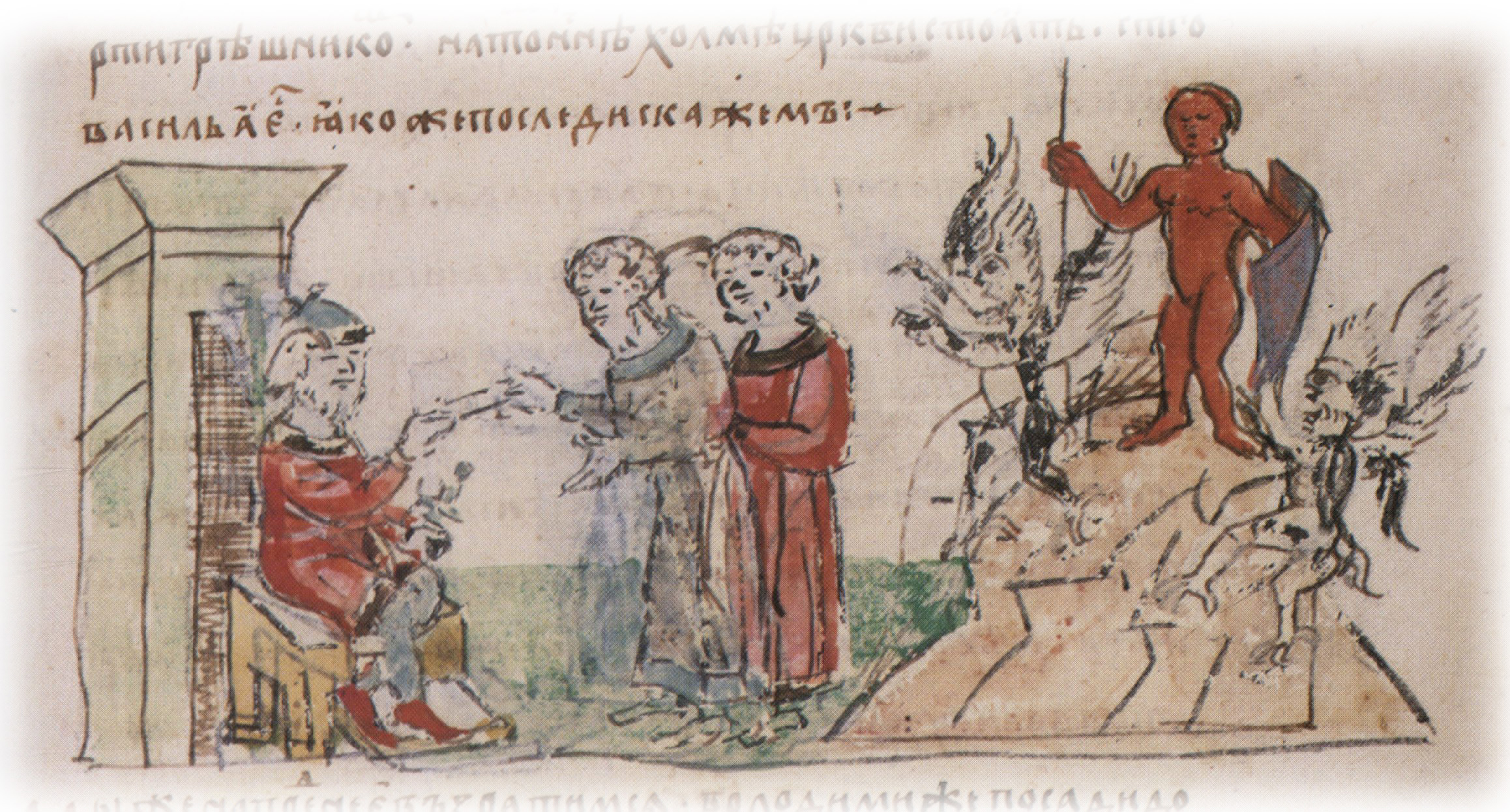
Kyjevský velkokníže Vladimír uděluje nařízení pod modlou boha Peruna, 15. století

Neexistují prameny dokazující existenci uceleného panteonu bohů. Jediný historicky doložený panteon slovanských bohů je znám z 9. století, který byl založen kyjevským velkoknížetem Vladimírem, a to zřejmě s úmyslem sjednotit nebo reformovat staré náboženství. Do Vladimírova kyjevského panteonu byli vybráni Perun, Chors-Dažbog, Stribog, Mokoš a Simargl (Veles byl vynechán, ale své posvátné místo již měl na jiném místě v Kyjevě).
| „ | A postavil na návrší vně opevněného dvorce modly: Perunovi ze dřeva, hlavu jeho ze stříbra a vous ze zlata; také Chorsovi Dažbogovi, Stribogovi, Simarglovi a Mokoši. | “ |

Oproti tomu v prostoru Polabí působily nezávisle na sobě mocné kmenové kulty (jmenovitě Svantovít, Triglav, Jarovít, Rujevít a další) se zastřešenými chrámy a hierarchií kněží, které mohly již do jisté míry být reakcí pohanů na sílící křesťanství. Vedle hlavních válečných bohů nezaznamenali kronikáři (s výjimkou Rujevíta) žádné vedlejší či nižší bohy, které by tvořili lokální panteon. Nelze vyloučit, že pro kronikáře nemuselo být podstatné se o nich zmiňovat.
Existují mimo jiné teorie, které zpochybňují výhradně polyteistický charakter staroslovanského náboženství, například že staří Slované vyznávali formu tzv. „předetického“ dualismu, tedy víru v existenci boha dobra a boha zla ve vzájemné rovnováze (Perun a Veles, Bělbog a Černoboh), snad na základě íránských vlivů.

## Historie

### Vznik

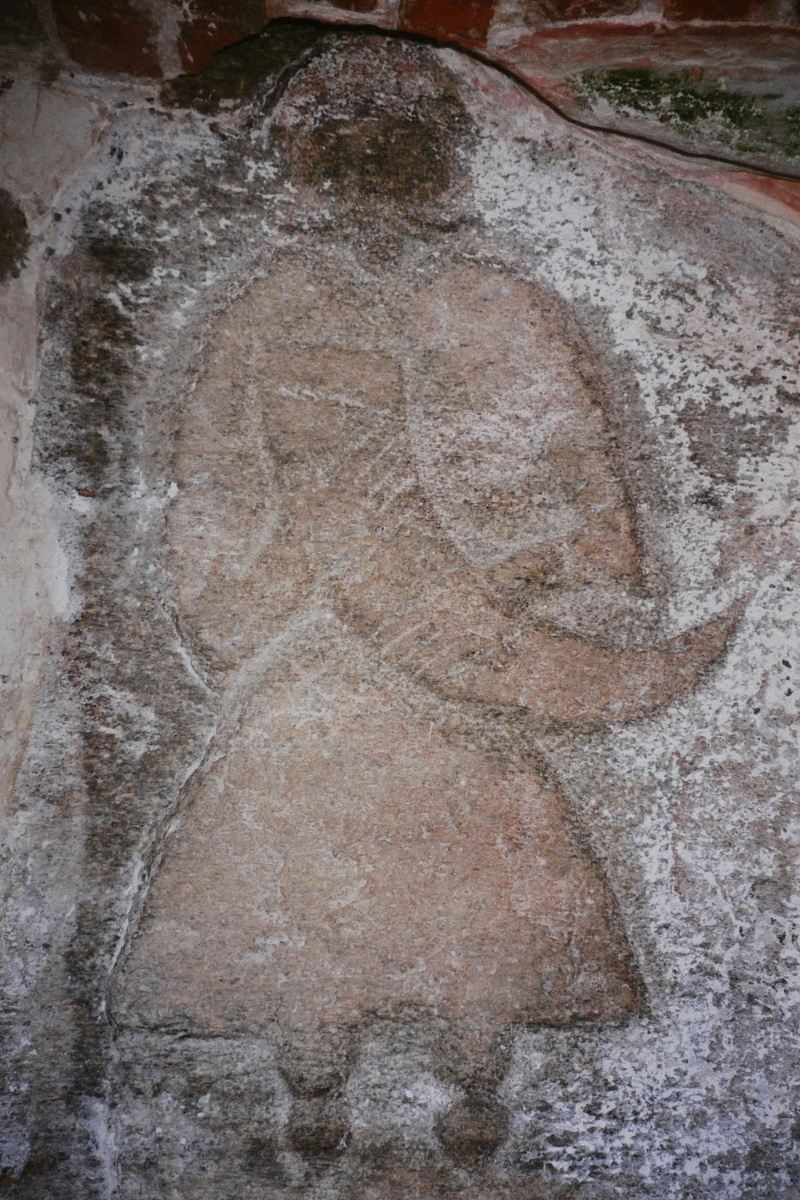
Svantovítův žrec (kněz) s obětním rohem nebo bůh Svantovít s rohem hojnosti, žulová deska

Otázka doby vzniku staroslovanského náboženství souvisí se stále nevyřešenou otázkou slovanské etnogeneze, která bývá kladena jak do doby před naším letopočtem tak až do okamžiku jejich objevení se v historických pramenech, tedy do doby stěhování národů. Další nejasnou otázkou je nakolik si byly podobné náboženské představy a kult jednotlivých slovanských kmenů.
V době expanze došlo nejspíše ke zvýšení akcentu na válečná božstva, jak tomu odpovídá zmínka Prokopia o ctění hromovládce z 6. století. S rozvojem protistátních celků došlo ke vzniku oficiálních lokálních kultů jako byl panteon kyjevského velkoknížete Vladimíra nebo kult polabských bohů Svarožice a Svantovíta. V druhém zmiňovaném případě vznikla i kněžská vrstva a byly stavěny chrámy (např. chrámy Polabských Slovanů v Retře či Arkoně)

### Vlivy
Slovanské náboženství vychází ze stejného substrátu jako náboženství ostatních indoevropských etnik. Příkladem může být zachování trojfunkčního schématu ve funkcích hlavních božstev, nebo výraznou úctou vzdávanou hromovládnému válečnému bohu, kterému byl zasvěcen dub.

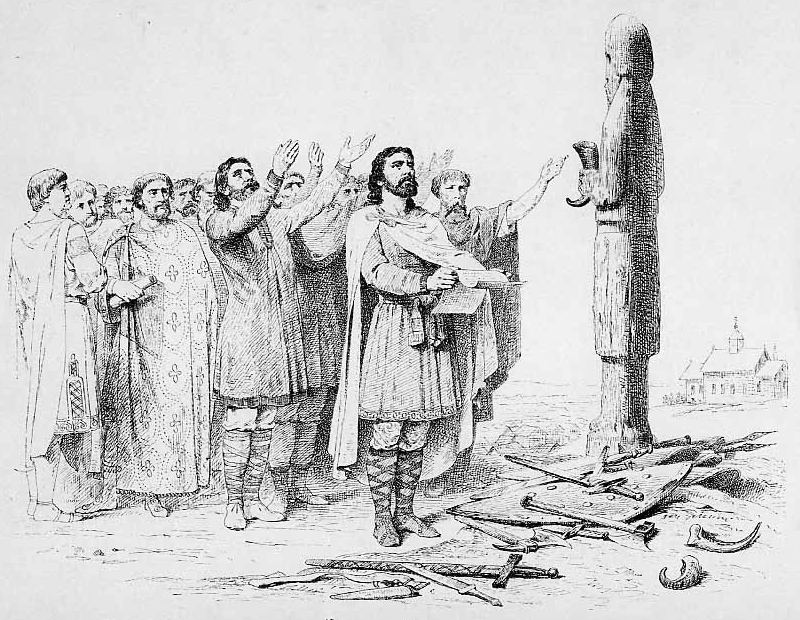
Kyjevský kníže Igor přísahá Perunovi

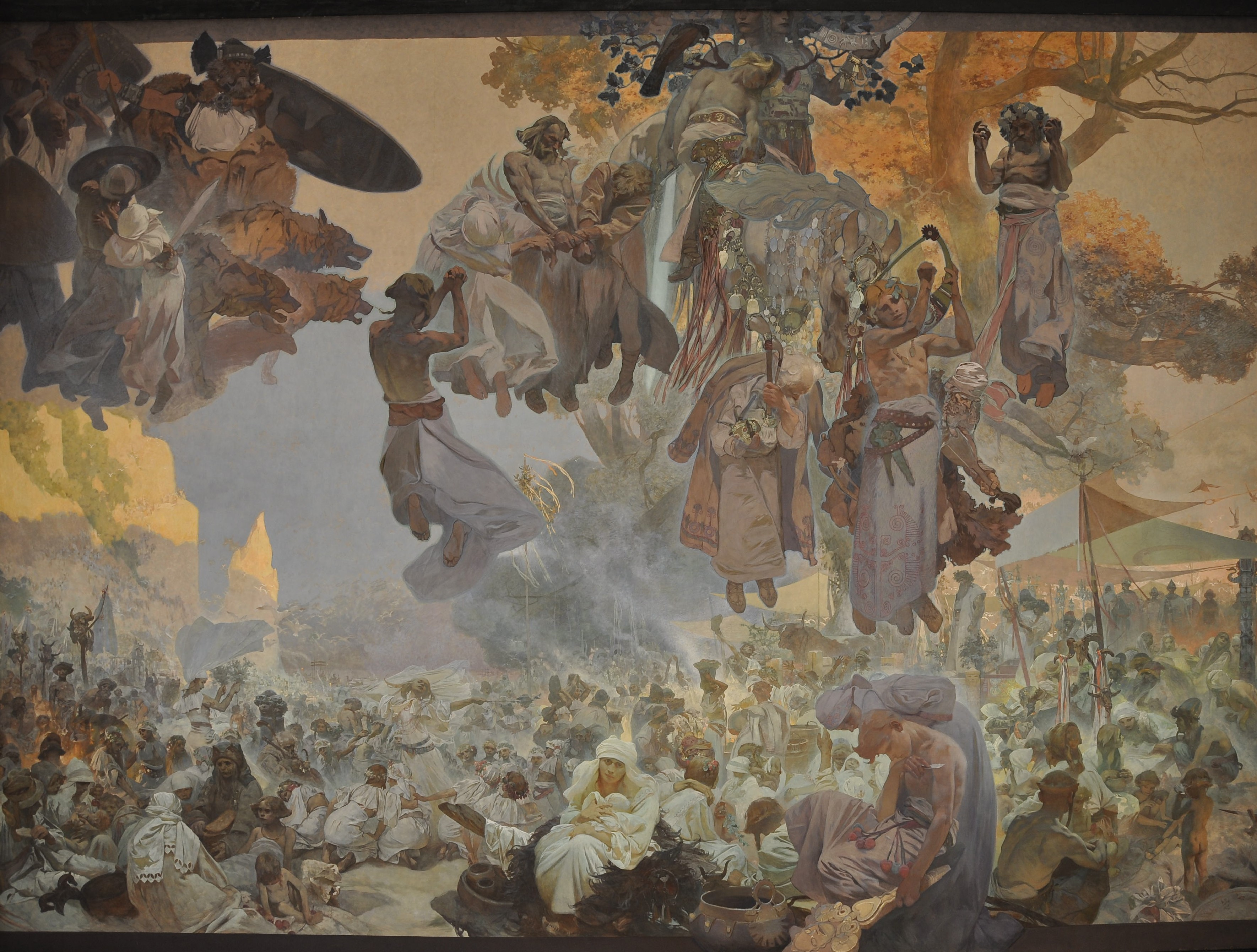
Obraz z cyklu Slovanské epopeje od Alfonse Muchy: Slavnost Svantovítova na Rujáně

Výrazné jsou íránské analogie, některé íránské kmeny se dokonce mohly podílet na etnogenezi Slovanů. U obou etnik došlo k záměně některých náboženských výrazů, například slovanské diva a íránské déva označuje démona, zatímco příbuzné sanskrtské déva, latinské deus a germánské tiu označuje boha. Korespondence také existuje mezi praslovanským *bogЪ "bůh" a staroperským baga "bůh" nebo *svętЪ "svatý" a avestánským spenta "magicky mocný" a jinými náboženskými výrazy. Tentýž vliv je spatřován jako příčina velké úcty k ohni a slunci, prvcích dualismu a jménech některých bohů, z nichž u Chorse je prokázán.
Podobné bylo náboženství Baltů, nejbližších příbuzných Slovanů, spojuje je například úcta k ohni a podobným bohům, příkladem je dvojice Perun – Perkunas nebo Veles – Velnias. Některé prvky jako upalování vdov, tedy zvyk analogický indickému satí, nebo mnohohlavost idolů, vedly některé badatele k úvahám o přímém vlivu indické civilizace na Slovany. Jedná se však spíše o dědictví společných kořenů. Jistý vliv mělo také náboženství antické, germánské, keltské a to nejen v rovině obecných indoevropských paralel a také náboženství Turkotatarů a Ugrofinů, které se odráží například ve slovanském kosmogonickém mýtu. Ačkoliv počali Slované přijímat křesťanství až v 9. století, ovlivnilo toto náboženství jejich představy nejspíše už předtím.

### Christanizace

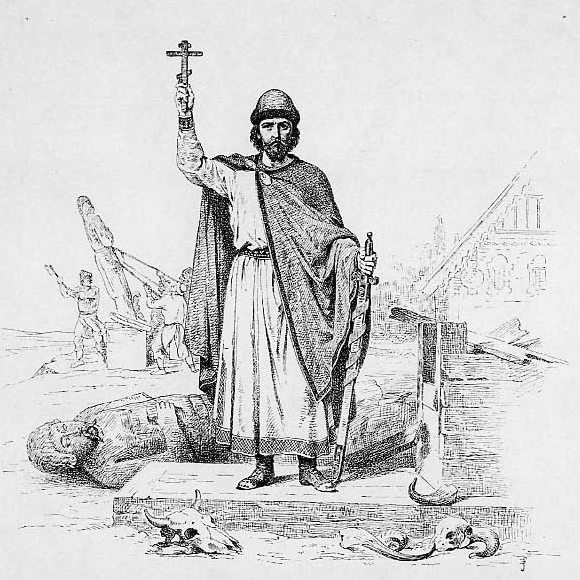
Kyjevský velkokníže Vladimír zavrhl pohanské bohy a přijmul křesťanství

První historicky zaznamenané přijetí křesťanství mezi Slovany se odehrálo okolo roku 750 v Korutanech, v dnešním Rakousku. Od 8. do 9. století se pak šířilo mezi jižními a západními Slovany a roku 988 byl oficiálně christianizována Kyjevská Rus. Nejdéle se udrželo původní náboženství mezi polabskými Slovany a Pomořany. O jejich christianizaci se pokoušel již Karel Veliký na konci 8. století, ale misionáři do oblastí těmito kmeny dorazili až v 11. a 12. století. Nové náboženství zde narazilo na výrazný odpor.

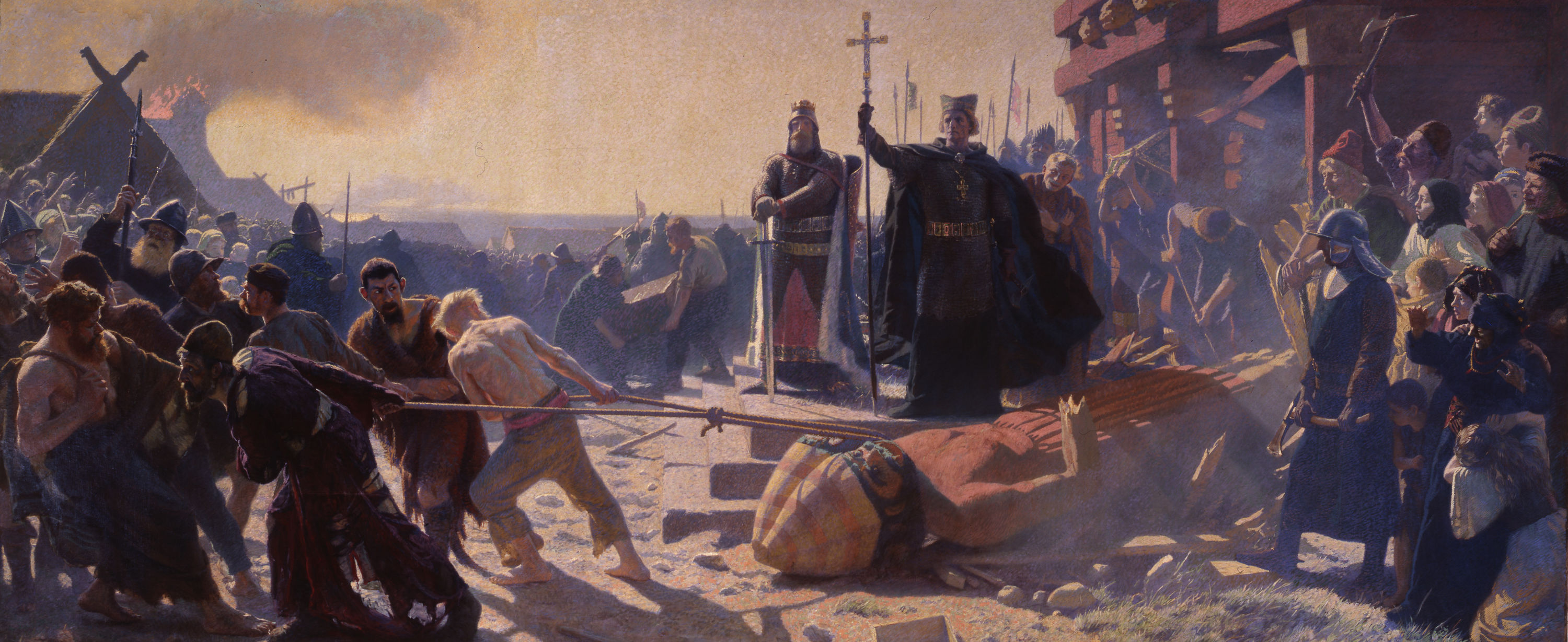
Biskup Absalon a dánský král Valdemar nechávají vláčet strženou modlu Svantovíta krátce po vítězném dobytí Rujány. Obraz Laurits Tuxen.

Stejně jako v jiných christianizovaných oblastech došlo ke vzniku synkretismu a dvojvěří, kdy lidé kromě křesťanství, o kterém zpravidla měli pouze mlhavé představy, praktikovali staré náboženství, což vedlo k zachování mnoha pohanských reliktů v lidové kultuře, jako je Vynášení smrti. Zakořeněnost původního náboženství a případy násilné christianizace vedly také k povstáním vedeným především slovanskými čaroději (na Rusi tzv. volchvy, česky vlchevci) a pohanskými kněžími.

### Rodnověří
V 19. století přinesl nastupující romantismus zájem o předkřesťanskou kulturu předků evropských národů, včetně slovanských. Přímá snaha o obnovu slovanského náboženství se pak objevila ve 30. letech na Ukrajině a poté v 60. letech v Sovětském svazu. Od 90. let se rodnověří začalo prosazovat i v ostatních slovanských zemích.

## Objekty kultu

### Božstva
Praslovanské slovo pro boha je *bogЪ a pochází z praindoevropského kořene *bhago, který souvisí s bohatstvím a jídlem. Někteří badatelé jako Henryk Łowmiański zastávali názor, že Slované nebyli polyteisté, ale měli mlhavou představu nejvyššího nebeského božstva (prototeismus) a ctili širokou plejádu duchovních bytostí (pandémonismus), vzniklých oživením přírodních jevů (animatismus) a předků (manismus). Ke vzniku představy božstev mělo dojít až pod vlivem křesťanstvím a slovanští bohové jsou tak povýšení přírodní duchové či významní předci. Tato teorie je však v rozporu s všeobecným názorem, že polyteismus existoval už u Praindoevropanů.
| „                             | Ať nemají pomoci od Peruna, ať se nezaštítí štíty svými a pohubeni budou meči svými, střelami i jinou zbraní svou, i ať budou otroky v tomto čase i budoucím. | “ |
| — přísežná formule z roku 945 | |   |

### Panslovanští a lokální bohové
Velkou otázkou v bádání ohledně slovanského náboženství je rozšíření jednotlivých kultů. Například uctívání Peruna bylo zaznamenáno především u východních Slovanů, zejména na Rusi, ale nikoli u Polabských Slovanů, kteří ctili jiné bohy. U ostatních skupin Slovanů se jejich přítomnost odvozuje pomocí etymologie (z názvů lokalit apod.). Předpokládá se, že některá božstva byla Slovanům společná, především se to týká Peruna a Velese, kteří jsou zaznamenáni také u Baltů jako Perkunas a Velnias. Podle badatelů jako Zdeněk Váňa se univerzální rozšíření týká také Svaroga a Dažboga – Svarožice. Polabští Slované měli své vlastní kulty, ale někteří badatelé předpokládají, že oldenburský Prove mohl být lokální podobou Peruna, a to vzhledem k příbuznosti obou jmen a sdílení posvátného stromu, kterým byl dub. Svarožic je zaznamenán u obou etnických skupin, u východních Slovanů je ohněm, avšak u polabských Ratarů válečných bůh. Také rujánský Svantovít je někdy považován za místní Perunovu verzi.

### Duchové a další bytosti
Slované také jakožto animisté ctili přírodní objekty a jevy. Pro duchovní bytosti na nižší úrovni než bohové byly užívány výrazy divЪ a běsЪ, ale jako božské a hodné uctívání byly také chápány hory, skály a kameny, prameny, vodní toky a plochy, stromy a háje, země, nebeská tělesa a oheň. Významnou pozici zaujímali především víly a duchové spojení se zemědělstvím a domovem. Obětiny byly také přinášeny předkům.

## Duchovní představy a víra

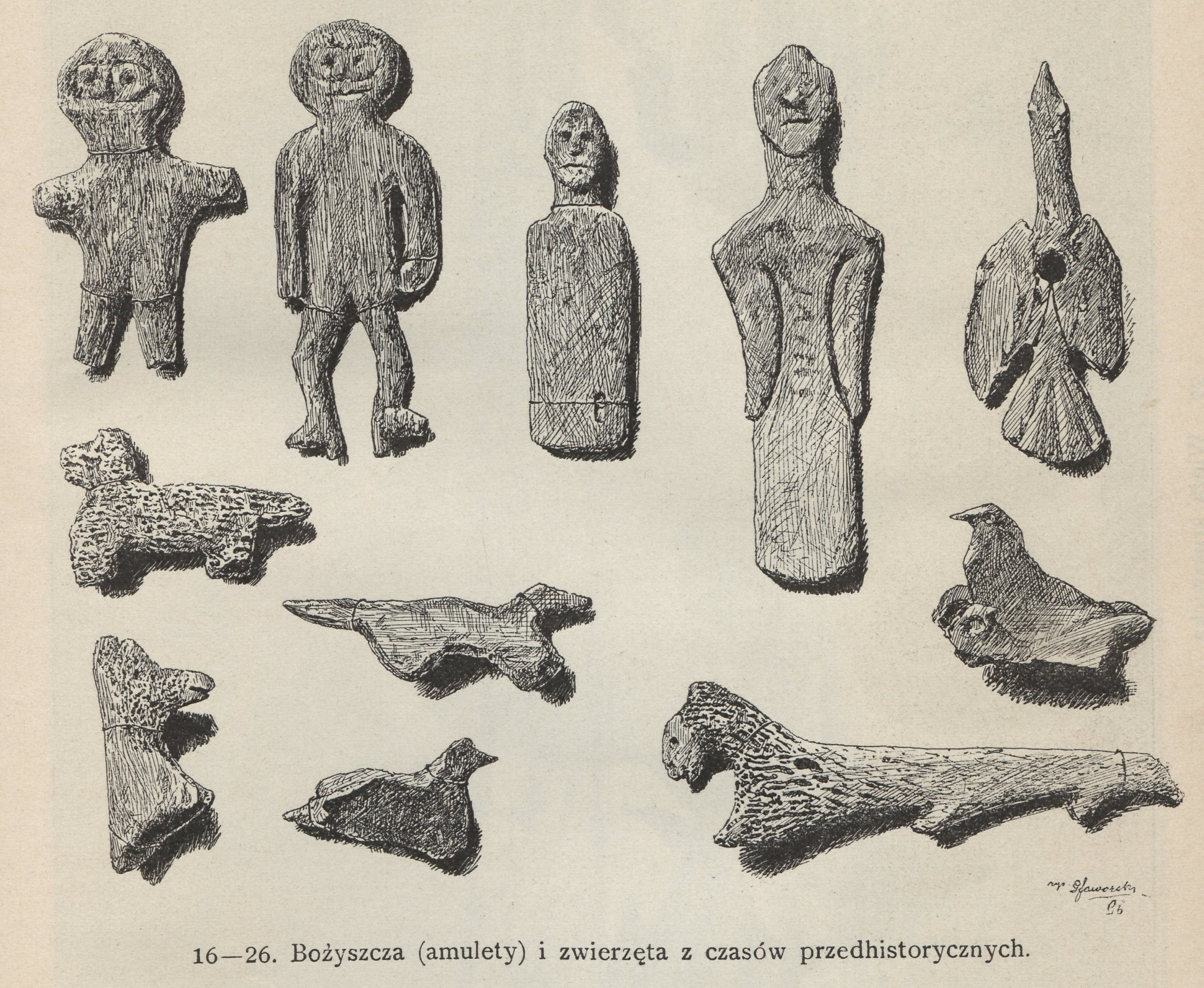
Různé amulety postav a zvířat Polanů

V rámci slovanských pohanských představ měl člověk nesmrtelnou duši, kterou staří Slované ztotožňovali se stínovou postavou schopnou mluvit a jednat tak jako sám člověk. Tato duše se však často zjevovala v podobě různých druhů ptáků (holubice, vlaštovka, slavík, havran) nebo hmyzu (motýl, včela, vosa) i dalších živočichů (netopýr), přičemž holubice byla symbolem duše dobré, havran duše zlé. Duše sídlila v srdci, a například ve spánku či v jiných výjimečných případech mohla duše dočasně opouštět tělo – zážitky z těchto „výletů“ se pak projevovaly ve formě živých snů, majících význam věštby. Teprve po fyzické smrti duše definitivně opouštěla tělo, spojovala se s přírodou nebo vesmírem a dostávala se do ráje – pojem ráj, jenž Slované znali již v předkřesťanském období, představoval sídlo blažených. 
Podle některých náznaků věřili Slované i v převtělování duše (reinkarnaci). Kromě pohřbívání těla do země (inhumace) užívali Slované v některých obdobích či lokalitách také pohřeb žárový (kremaci), která měla duši zajistit rychlejší opuštění těla a cestu do ráje.

## Kultovní praxe

### Kultovní místa

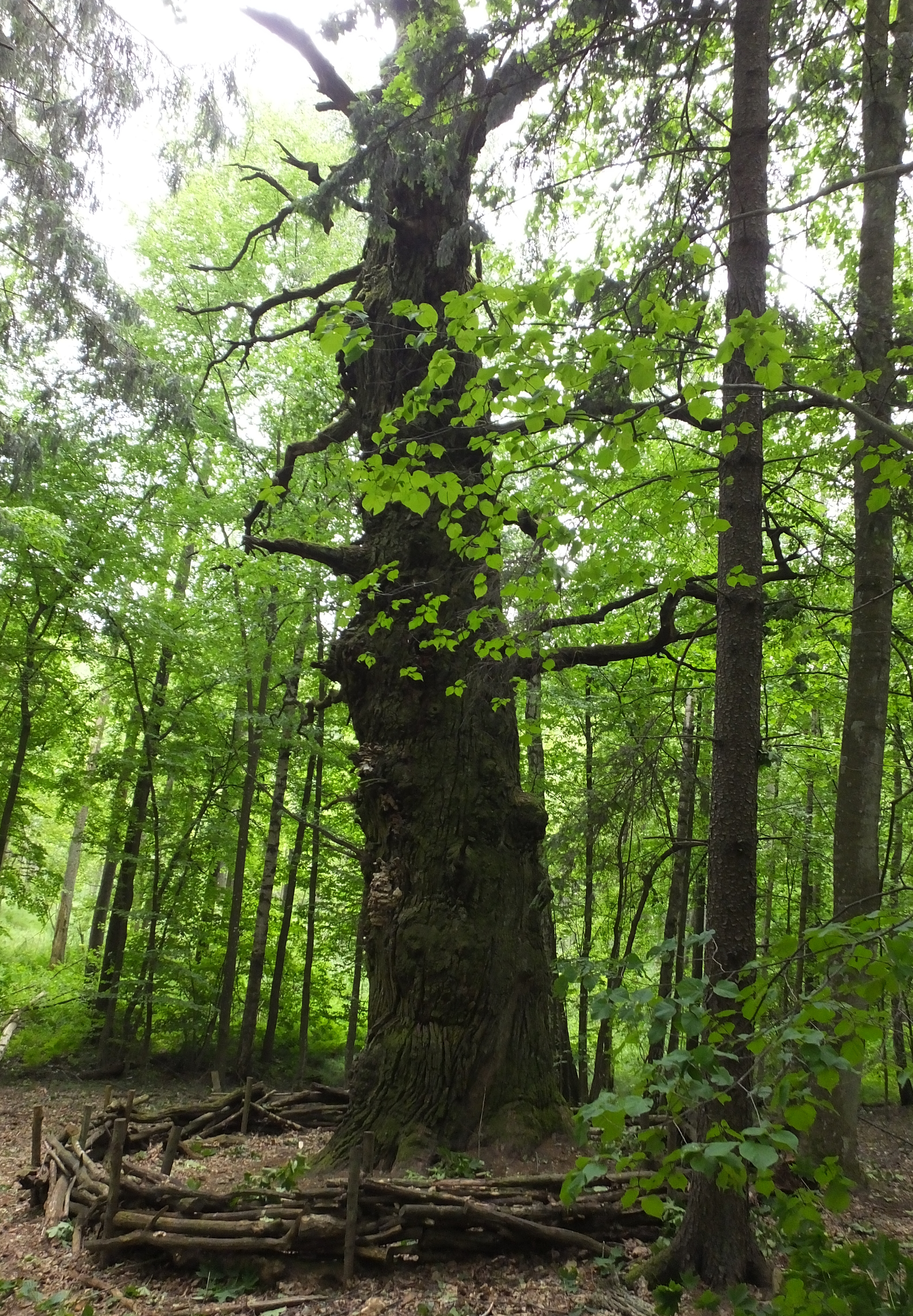
Dub Perun/Perkun, ilustrační obrázek

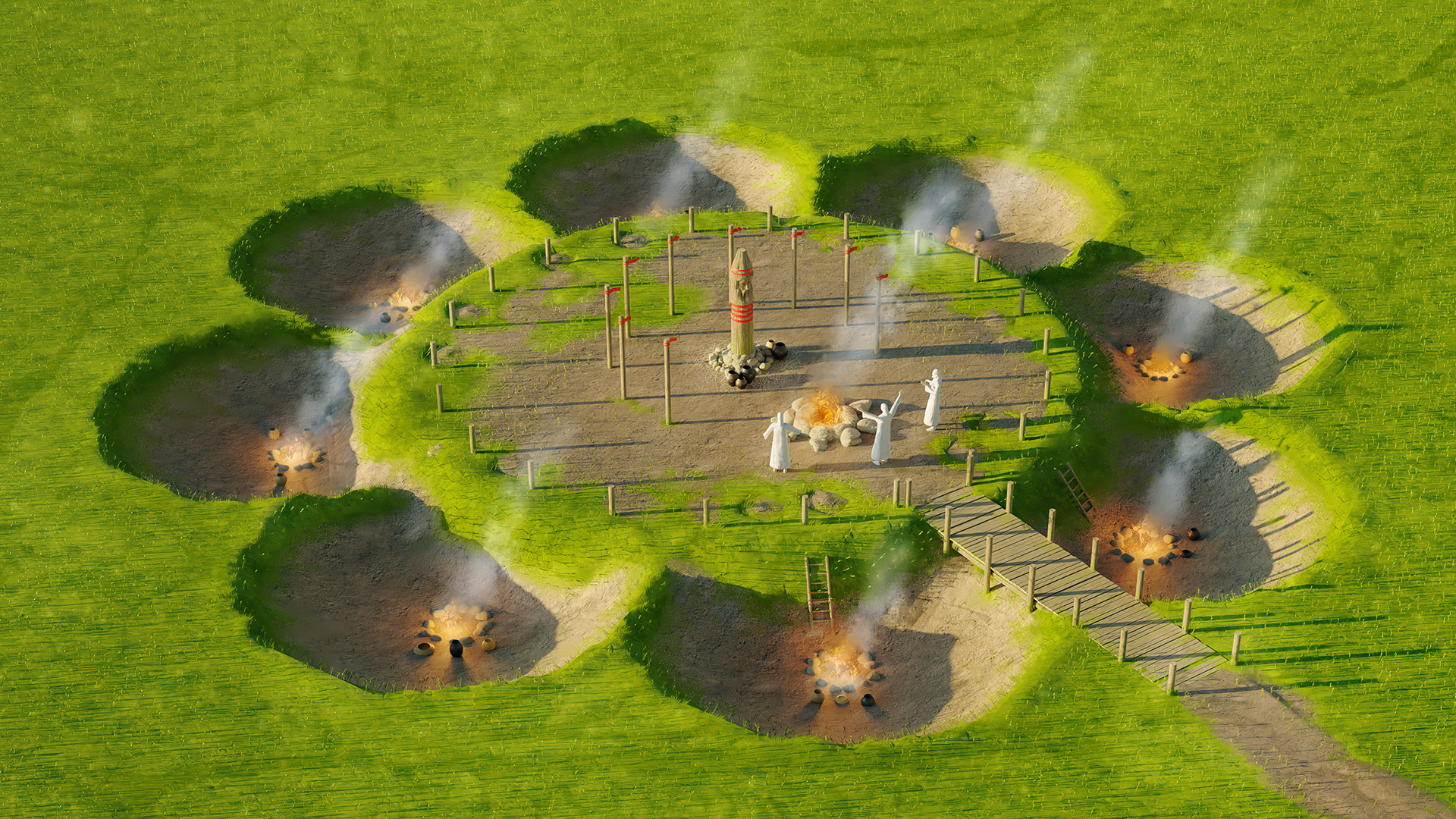
Model Perunova kultovního místa v ruském Novgorodu

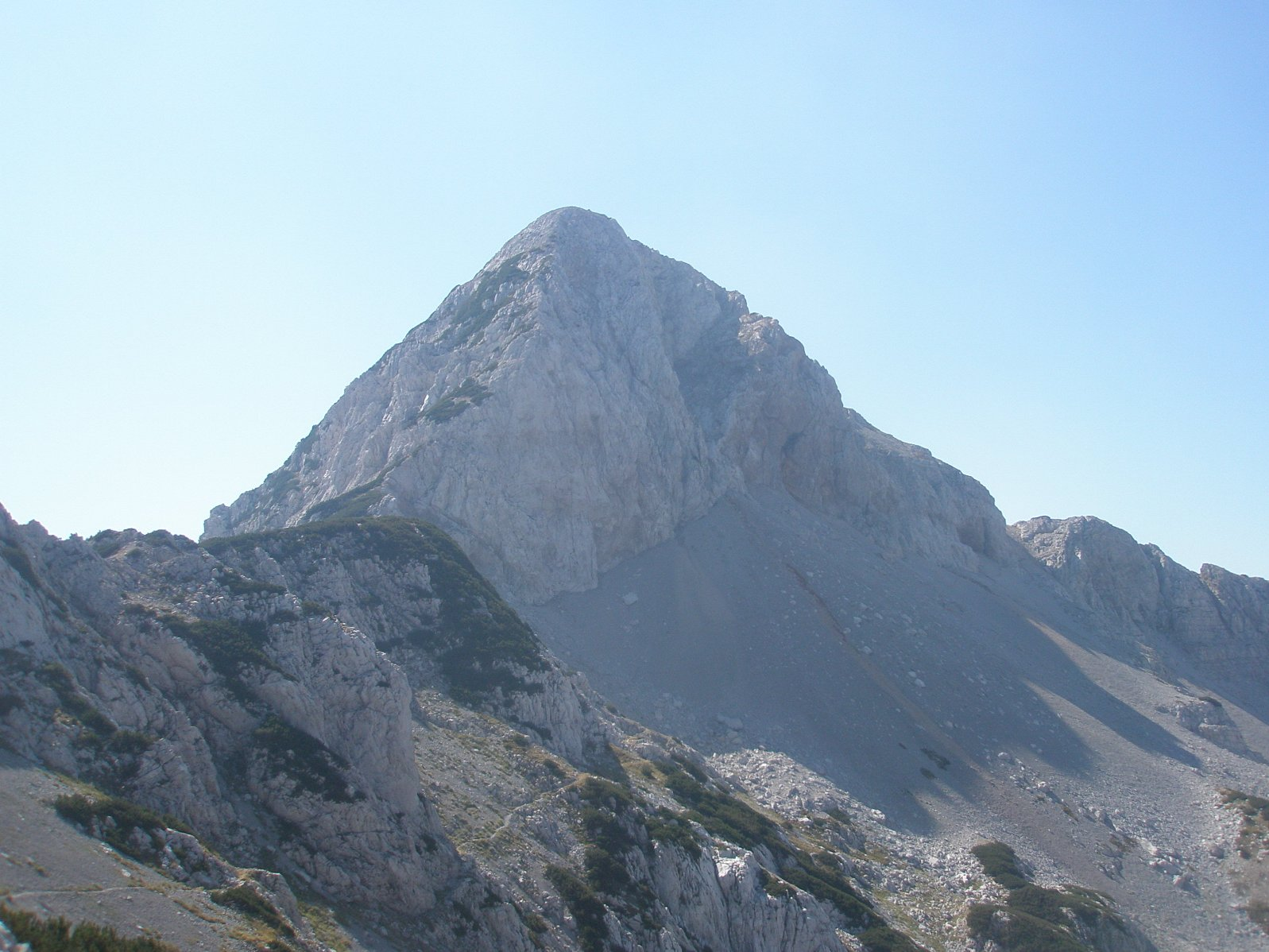
Hora Prenj v Bosně a Hercegovině

Slovanské náboženství se praktikovalo především pod širým nebem. Důležitou roli hrála přírodní posvátná místa jako háje, stromy, hory, prameny, řeky, jezera a kameny či skály. Některé z těchto posvátných přírodních lokalit se po nástupu křesťanství transformovaly v křesťanská poutní místa. Kultovní roli měly i pohřebiště (nekropole) nebo uměle vytvořená či upravená obětiště nebo svatyně pod širým nebem zvaná sakrální hradiště (kultiště). V řadě lokalit je písemně či archeologicky doložená existence kultovních objektů či chrámů – identifikovat historicky zmiňované svatyně v terénu se podařilo např. v případech svatyně Rujána na poloostrově Arkona u Polabských Slovanů či svatyně Peryn v Rusku. V Čechách bývá přisuzován kultovní význam např. horám Říp či Milešovka, nebo ostrožna dnešního Pražského hradu nazývaná dříve názvem Žiži, na Moravě např. Hostýnu, Radhošti či Děvínu v Pavlovských vrších. V Polsku patří mezi hory či místa, které byly předmětem kultu, např. Ślęża, Radunia, Góra Grodowa v Tumlinu nebo Łysa Góra. 

### Objekty kultu
Na kultovních místech hrály významnou úlohu idoly bohů, ať už dřevěné, kovové či kamenné. Jejich existence je dokázána od doby expanze v 6. století, ačkoliv někteří badatelé tvrdili, že Slované počali vytvářet modly až později a pod cizími vlivy. U Polabských Slovanů byly zaznamenány velké idoly bohů, umístěné v dřevěných chrámech, součástí kultu byly také válečné zástavy. 

### Čarodějové a kněží

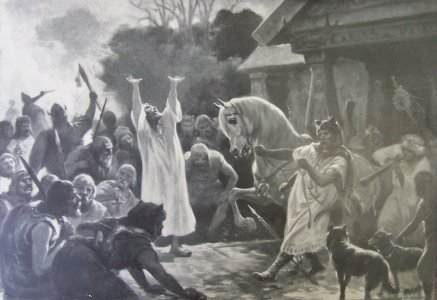
Věštba před bitvou Svantovítovým knězem, J. Ryszkiewicz, 1890

U Slovanů nedošlo, s výjimkou Polabanů a Pomořanů, ke vzniku kněžské vrstvy. Jejich funkci zaujímali rodoví a kmenoví vůdci, zatímco nositeli náboženského světonázoru a znalci individuální magie byli čarodějové. Proto ve slovanských jazycích pojmy kníže a kněz mají totožný základ, neboť kmenoví náčelníci vykonávali současně i náboženskou funkci. Důležitou součástí slovanské duchovní praxe byla magie, která byla kromě čarodějů (volchvů Na Rusi), běžně praktikována i běžnými lidmi. Soustředila se především na ochranu před zlými silami, zajištění plodnosti a bohatství, věštění, ale také působení zla nepříteli. S přestupem knížat na křesťanství začalo lidové náboženství rychle zanikat a přežívat s pomocí čarodějů (a čarodějnic).
U Polobanů a Pomořanů došlo k odlišnému vývoji. V prostoru Polabí vznikaly zastřešené chrámy, snad inspirované křesťanskými kostely a kláštery. Každý kmen disponoval vlastním kultem a kněžstvem (žreci), v jehož čele stál velekněz (kriva). Každý z bohů zastával válečnou funkci, v tomto případě lze jen těžko hovořit o uceleném slovanském panteonu. Tato oblast byla cílem agresivní christianizace a dobývání ze strany Říše. Odbojné polabské kmeny se družily do kmenových svazů Obodritů a Luticů. Docházelo k tomu, jmenovitě na ostrově Rujána, že velekněz měl větší moc a autoritu než vládnoucí kníže, nastala de facto teokracie (vláda kněží), konkrétně Svantovítův velekněz v Arkoně měl k dispozici vlastní vojenskou družinu a vliv větší než kníže v Korenici. Podpora kultů a politický vliv žreců utvrzovaly lid v jeho přesvědčení a ztěžovaly práci křesťanských misionářů.

### Rituály

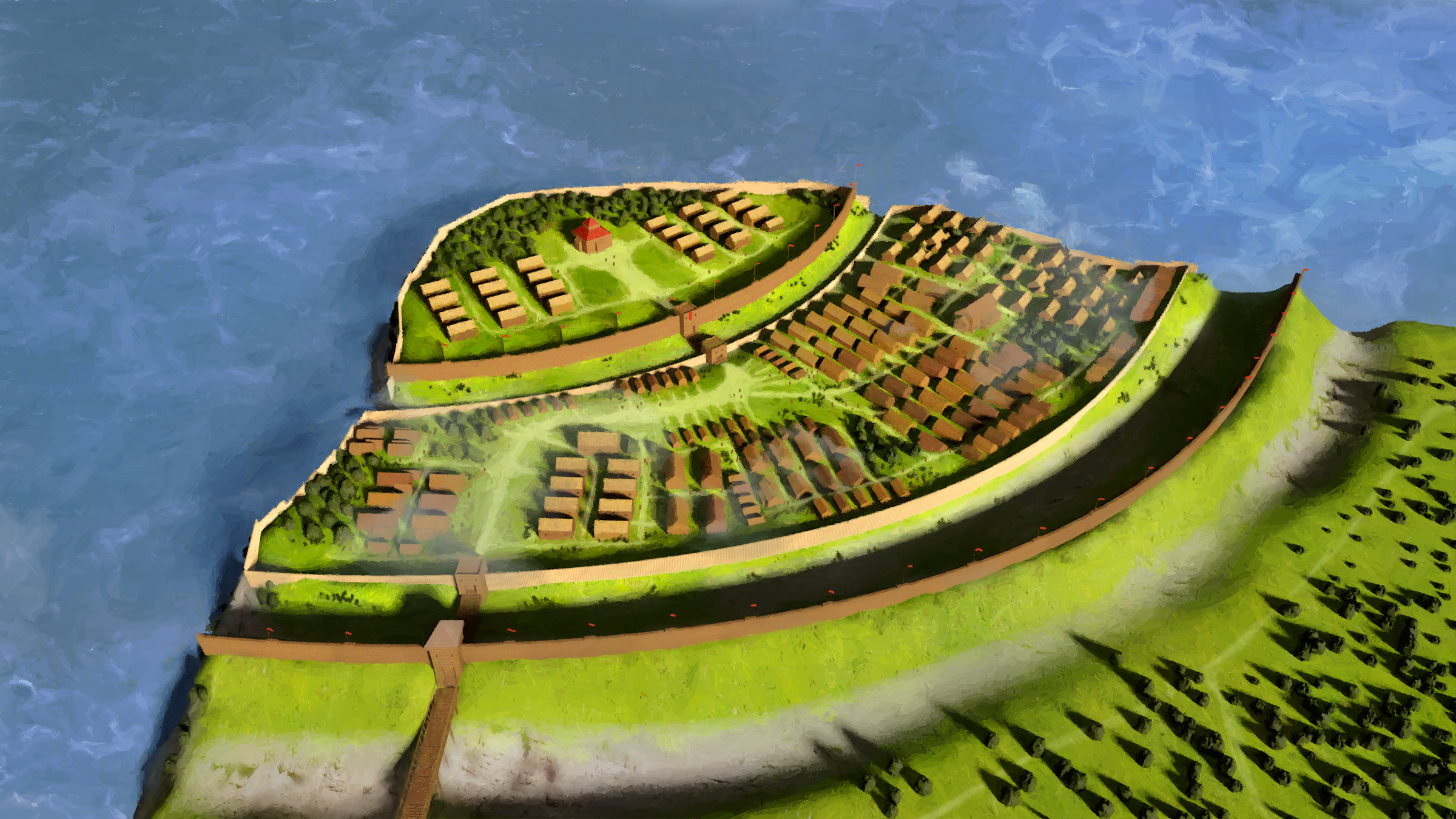
Model hradiště Arkona na Rujáně, kde stával Svantovítův chrám

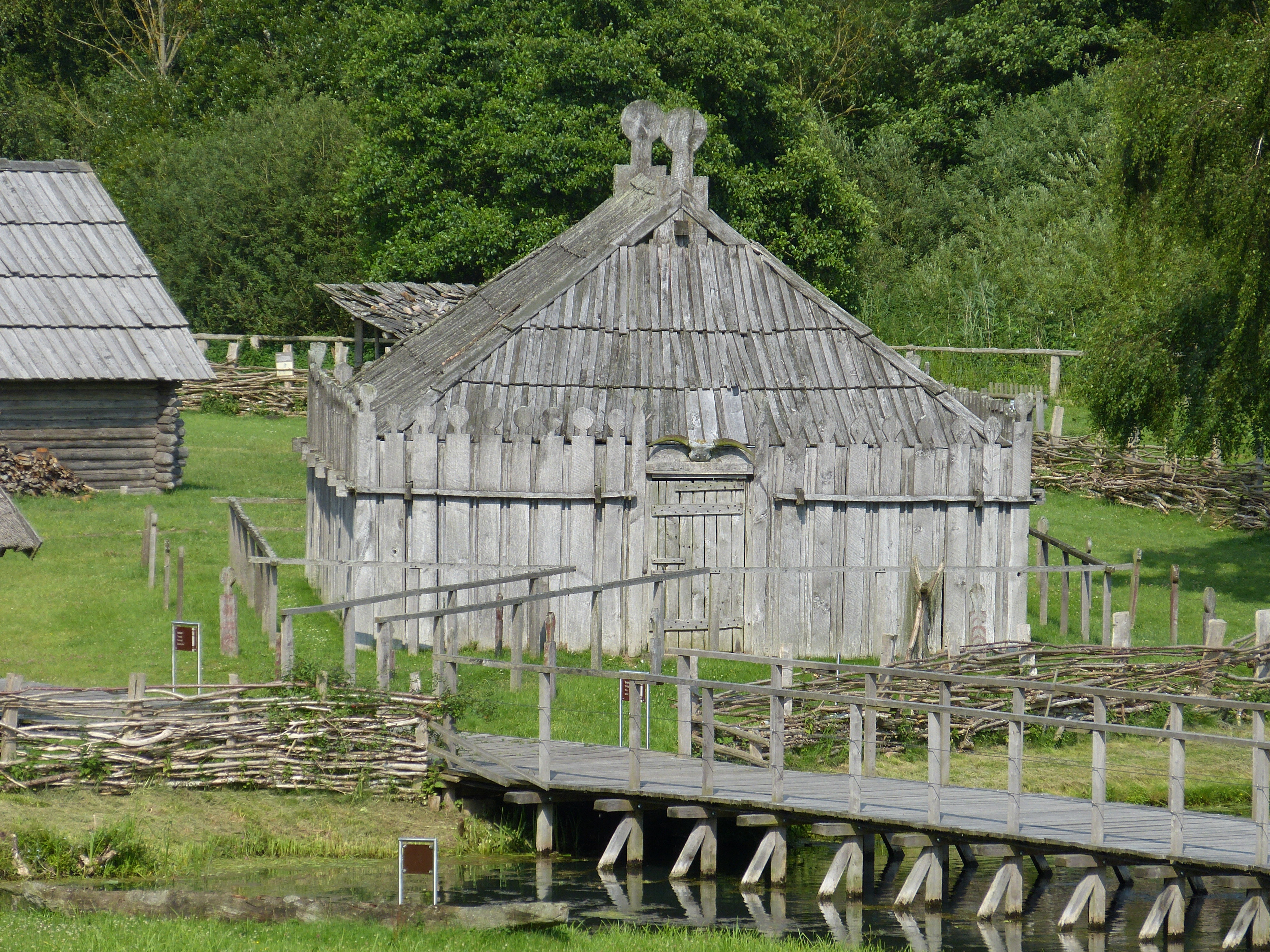
Rekonstrukce polabského chrámu v Groß Raden

Základními prvky slovanského náboženství byly invokace a modlitby spojené s obětí, v některých případech krvavou. Byly známy i oběti lidské. Obřady se soustředily především na svátky během roku, jako jsou slunovraty a rovnodennosti, a v životě je jednotlivce, jako je jeho narození, svatba a smrt.

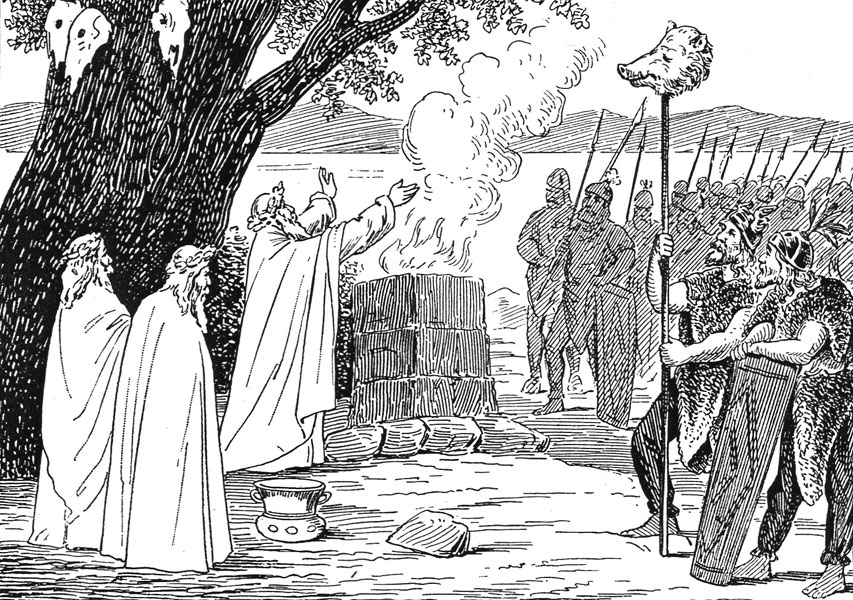
Romantická představa pohanských obřadů slovanských Ránů

Sezonní rituály byly založeny na pozorování zdánlivého pohybu slunce a měly především hospodářský význam. Po nástupu křesťanství byly jak zakazovány, tak překrývány svátky církevními, přesto si však až do moderní doby často zachovaly svůj pohanský ráz. Rok začínal zimním slunovratem, svátkem zvaným Hody či Kračunem. Tato slavnost byla doprovázená maškarní průvody, které probíhaly i později v zimě, během masopustu. Počátek jara byl spojen se zvykem Vynášení smrti a na přelom jara a léta připadaly různé slavnosti jako rusalné, často spojené s výrazným sexuálním nábojem. Následovala významná slavnost letního slunovratu, kupadelné svátky, později transformované ve svátek Jana Křtitele. Počátek podzimu byl ve znamení oslavy Dožínek.
Narození člověka bylo spojeno především s praktikami, jež ho měly ochránit před zlými duchy a zajištění jeho šťastné budoucnosti. Důležité místo v narození dítěte měly Sudičky či Rožanice. Během dětství chlapce čekal obřad postřižin a dívky předávání pásků, věnců či jiných podobných předmětů. K sňatku docházelo výkupem či únosem nevěsty a byl provázen dalšími praktikami, které měly zajistit plodnost a ochranu.

### Pohřeb a smrt

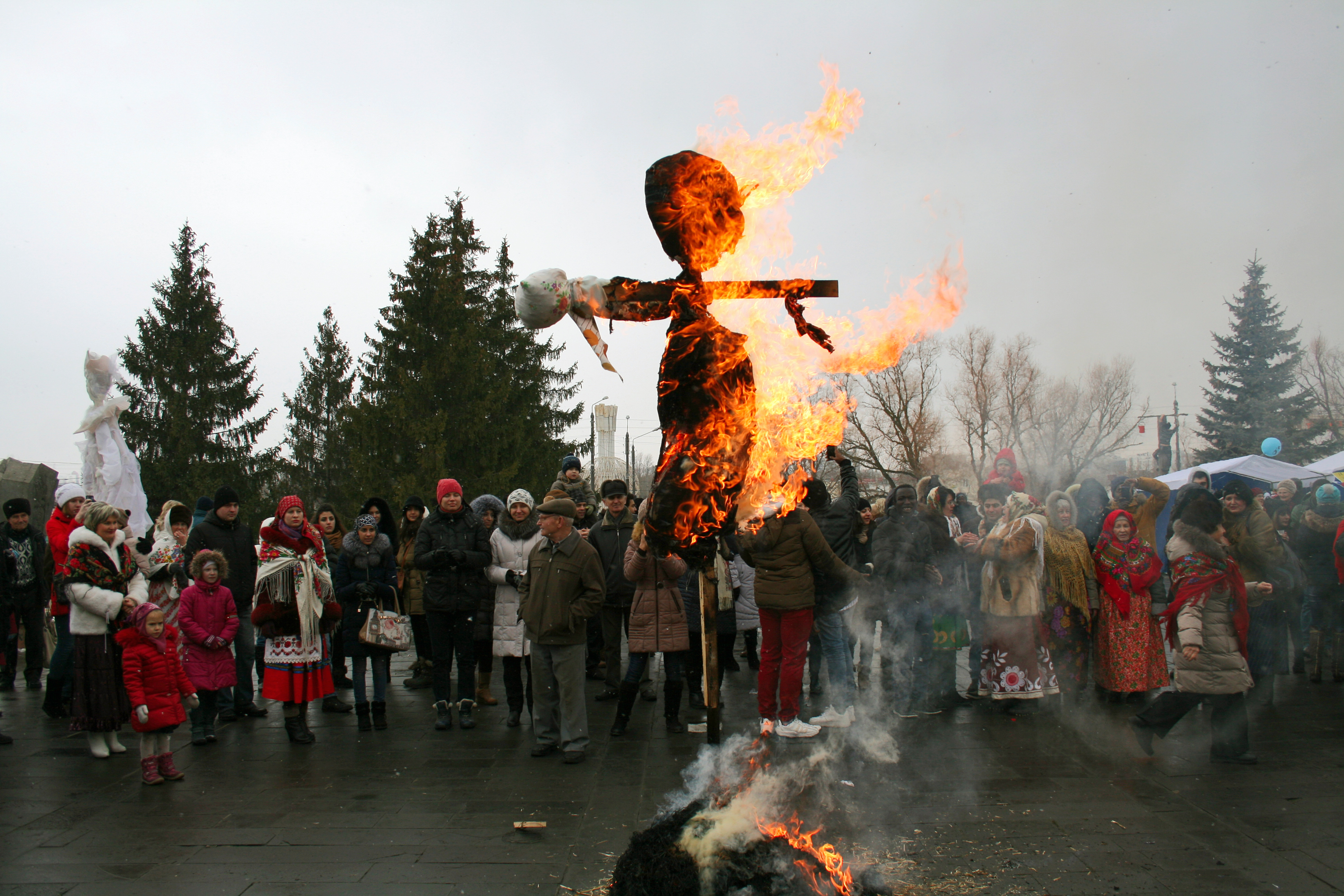
Pálení Morany v ruském Bělgorodu během svátku Maslenica

Slované tradičně pohřbívali žehem, s žádnou nebo minimální posmrtnou výbavou. Společně s Balty patřili k posledním etnikům, která si tento způsob pohřbu zachovala. Později se počal rozlišovat pohřeb nespáleného těla, pod nepřímým vlivem křesťanství a kočovných kmenů. Do kostrových hrobů se dávaly dary, které měly být po smrti užitečné nebo zdůrazňovat postavení pohřbeného. Tento zvyk se jistou dobu udržel i po přijetí křesťanství, jelikož se mu církev nebránila. (Beranová, s. 233) Existoval také zvyk upalování vdov podobný indickému satí.

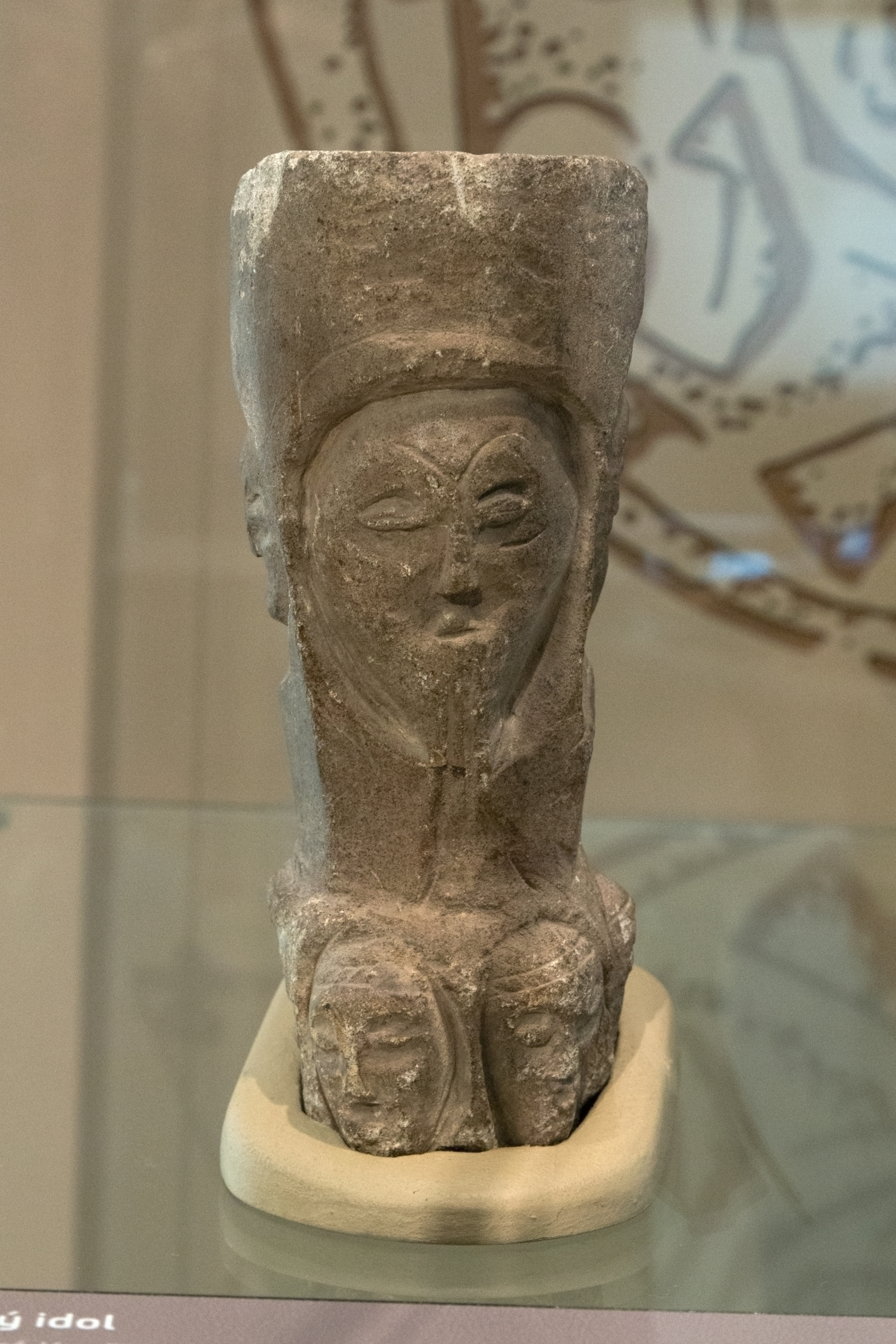
Vícehlavý idol z Kouřimi z 9. století

Slované věřili v existenci lidské duše a posmrtný život, někteří badatelé předpokládají i primitivní formu víry v reinkarnaci. Duše byla chápána jako síla oživující tělo, ale také jako bytost. Různé byly představy o tom co se s ní stane po smrti, existovala víra, že zůstává na místě, kde přebývalo její tělo, splývá s přírodou či vesmírem nebo odchází do podsvětí. Pro podsvětí jsou známa dvě označení, navЪ a ráj. Smrt měla podobu bíle oděné ženy s kosou, srpem, hráběmi či ratolestí, která přebývá v podzemí, kde svíce ukazují délku života lidí. Mrtvým byly na hroby i jiná místa přinášeny oběti.

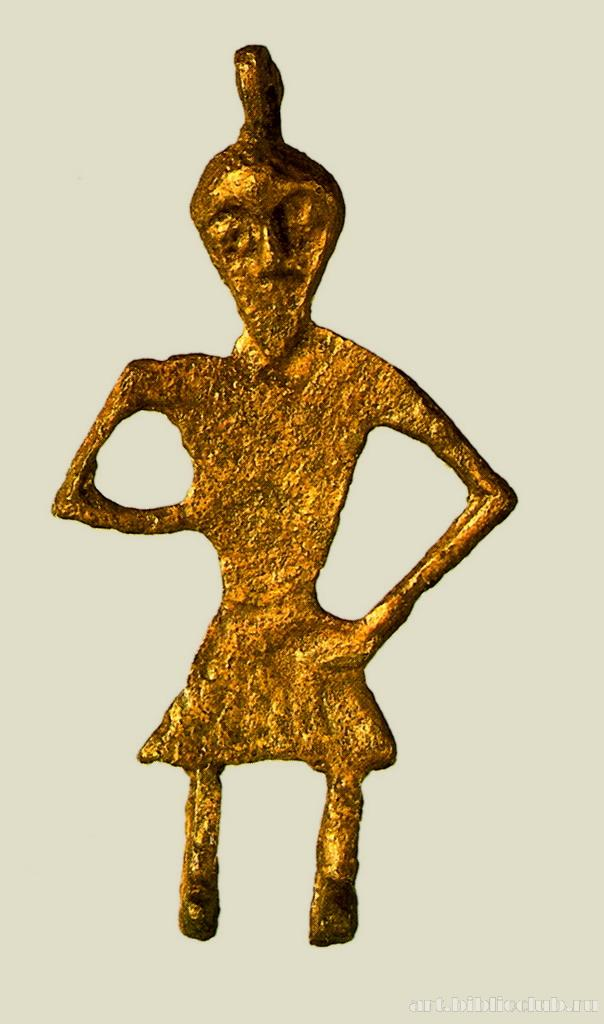
Amulet z Novgorodu z 12. století

Podstatnou část pohřebních zvyklostí tvořily odlučovací rituály jako bdění u mrtvého, omývání jeho těla a vynášení mrtvého z jeho domu. Pohřební obřad nemíval jen smuteční charakter. Kromě rvaní vlasů, drásání tváří, trhání roucha, obřadního pláče a kvílení bývala jeho součástí i pohřební hostina (tzv. strava) a tance nebo symbolické hry v maskách z kůže a dřeva – tyto pohřební tance a hry doprovázené bezuzdným veselím a pitím omamných nápojů bývaly pozdějšími křesťanskými interprety chápany jako „ďábelské zpěvy“. Pohřební škrabošky máme doložené v archeologických nálezech z 10.–11. století například z polské Opole či ruského Novgorodu. Podle některých výkladů představovaly tyto pohřební masky duše zemřelých předků a jejich reje měly zastrašit či zmást duchy a démony, kteří při pohřbu ohrožovali přítomné pozůstalé. Duchové mrtvých byli následně ctěni dalšími slavnostmi na nekropolích, spojených opět s dalšími hostinami – termíny těchto oslav (zádušnic) se odehrávaly několikrát do roka, některé souvisely s výročím úmrtí, slunovratem či jinými pohanskými svátky a po christianizaci Slovanů se transformovaly do oslavy dušiček. Do hrobů byly při pohřebních obřadech vkládány různé symbolické dary, např. vejce, symbolizující život a související s představou, že se zesnulý svou smrtí rodí pro posmrtný svět. Některé pohanské rituály přežívaly i ve formálně christianizovaném prostředí, jak o tom svědčí např. zvířecí kosti a vejce nalezené v hrobě knížete Boleslava II.

## Náboženské symboly a předměty

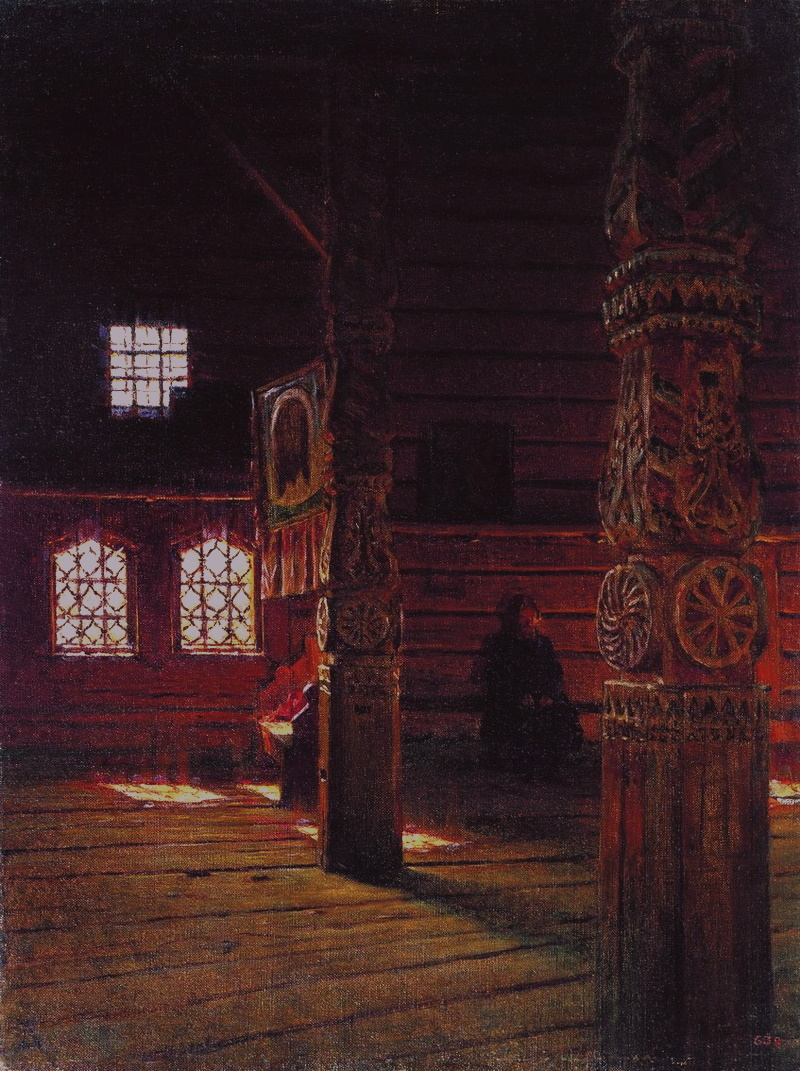
Interiér ruského pravoslavného kostela s množstvím lidových motivů

Slované měli také jako jiné etnické skupiny vlastní náboženskou symboliku, kterou užívali ke zdobení předmětů denní potřeby, ozdob či zbraní. V kultu se také využívaly další předměty jako zbraně a výstroj a široká škála objektů souvisejících s magickými praktikami.

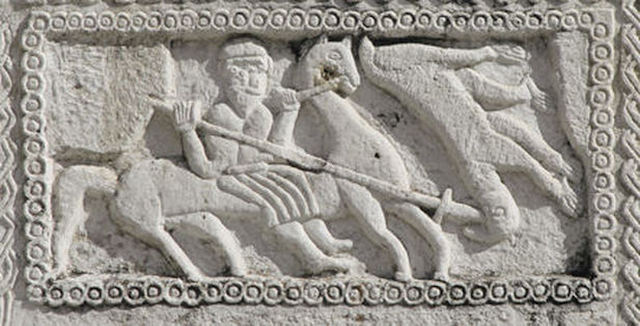
Jezdec, snad sv. Jiří nebo Perun, porážející draka nebo medvěda, chorvatský reliéf z 8. století

Symboly plnily funkci nadpřirozené ochrany nebo sloužily k magickým úkonům. Některé přetrvaly v lidovém prostředí až hluboko do novověku. Časem a často i v důsledku christianizace ztrácely své původní významy, nebo vlivem křesťanství získávaly úplně nové. Původní významy symbolů a jejich vývoj jsou předmětem bádání archeologů, antropologů a religionistů, jejichž hypotézy získávají odezvy u laické veřejnosti. Ty náboženské pak zejména u moderních novopohanů, kteří se vlastními silami pokouší zaniklá náboženství s větší či menší mírou úspěšnosti obnovovat. Někdy dochází k dezinterpretacím a komolení původně odborných článků.

### Nebeské objekty

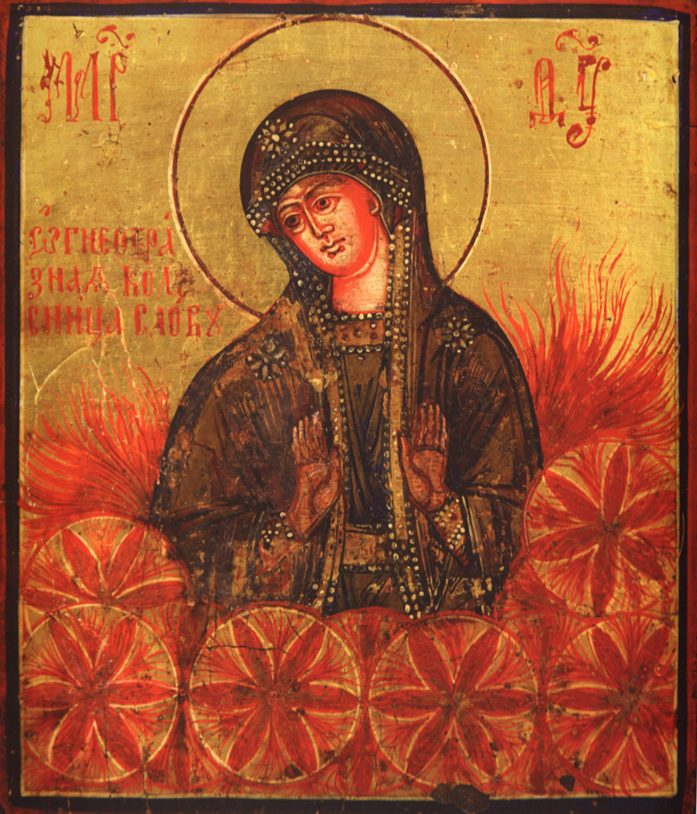
Symboliku ohnivých kol dopravila do ruské ikony Bohorodičky období 18. století lidová zbožnost, ještě poznamenaná patrně dřívějšími náboženskými představami.

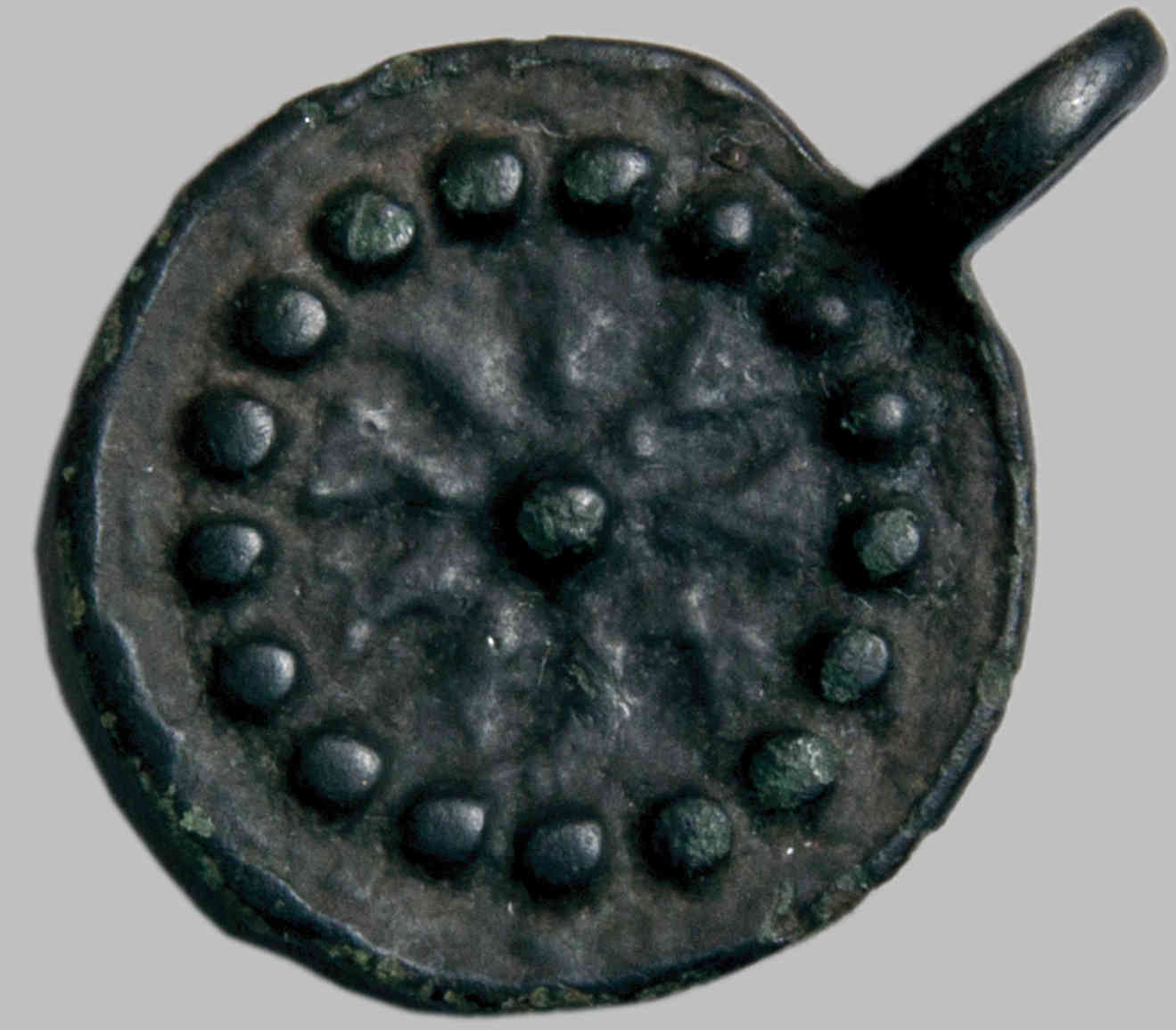
Sluneční amulet z bronzu, 10.–11. století, Rus

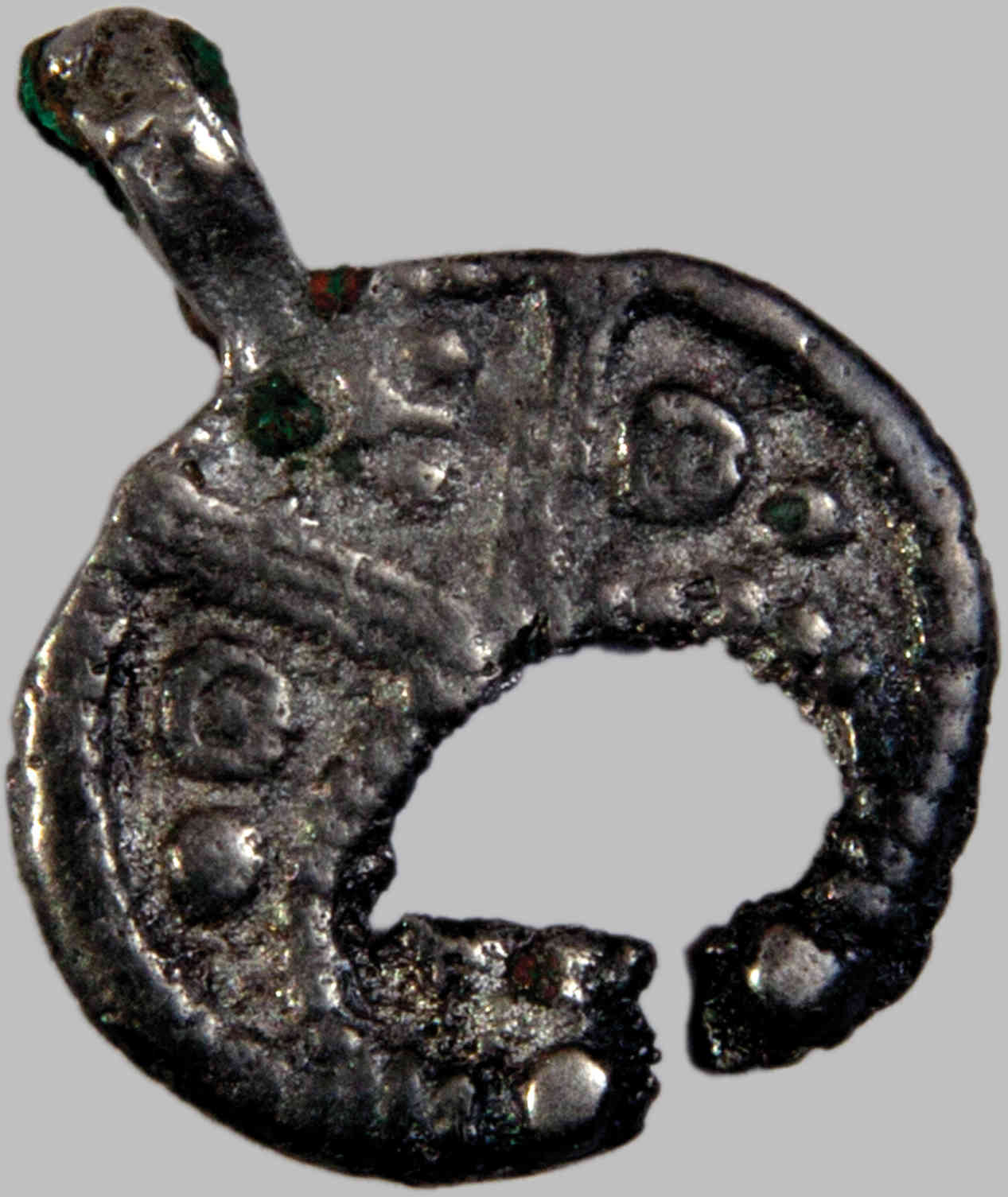
Lunice, ženský amulet ve tvaru srpku měsíce, Rus 11.–12. století

K nejzákladnějším symbolům starých Slovanů snad patřil kruh, pravděpodobně symbol slunce, blahodárný původce světla, tepla a života. Ke slunci se váže také svastika a pravotočivý či levotočivý solární symbol pojmenovaný jako tzv. „kolovrat“, hranatý tvar podobný svastice s ostrými konci však získal až vlivem moderních, patrně ruských, novopohanů. Tyto symboly znázorňují koloběh času a pohyb slunce. Svastika se větší míře zachovala v pobaltském prostředí, kde nabírá složitějších forem. Obecněji slouží k zajištění úspěchu, tak k ochraně před zlem.
Lunárním symbolem je tzv. lunice, amulet ve tvaru srpku měsíce, nošená zejména jako ženský šperk. Ve spojením s křížem vyjadřovala spojení muže a ženy a hrála roli například v běloruském svatebním obřadu.

### Rozeta
Druhým symbolem je tzv. „rozeta“, ta se objevuje i ve starších kulturách, jmenovitě řecké, ale i na bosenských náhrobcích středověké sekty Bogomilů, mimo jiné se ve větším množství nachází také na pravoslavné ikoně Panny Marie z 18. století. Jak kolovrat, tak i rozeta, jsou pokládány dnešními novopohany za solární symboly, přestože na pravoslavné ruské ikoně plní rozety jednoznačně funkci symbolu zastupující živel ohně. 

### Miniaturní sekery

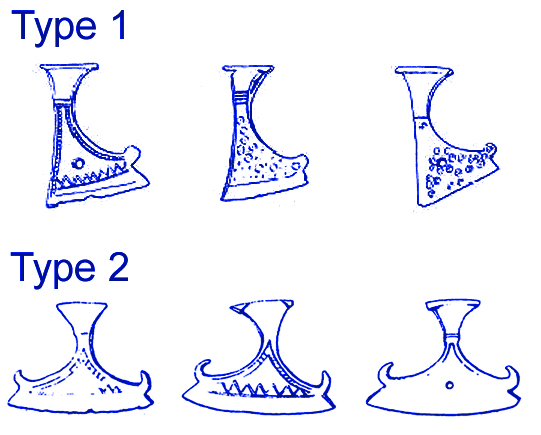
Některé typy nálezů slovanských sekyrek

Někteří novopohané pokládají také kolovrat za symbol hromovládného boha Peruna, připomínaje jim letící sekeru symbolizující blesk. Není však zřejmé, že by sekera byla symbolem Perunovým. Literární prameny v této souvislosti hovoří spíše o mlatu či palici. Po celém slovanském území sice byly nalezeny miniaturní sekyrky, jež byly zprvu identifikovány jako ochranný amulet a atribut boha hromovládce, přesto četnost výskytu obdobného šperku ve Skandinávii může nasvědčovat, že se jen jedná o velmi oblíbený módní doplněk, rozšířený mezi Slovany na základě styků se skandinávskými kupci, případně mohl plnit funkci jako znamení příslušnosti jeho nositele ke kastě válečníků.

### Kříže

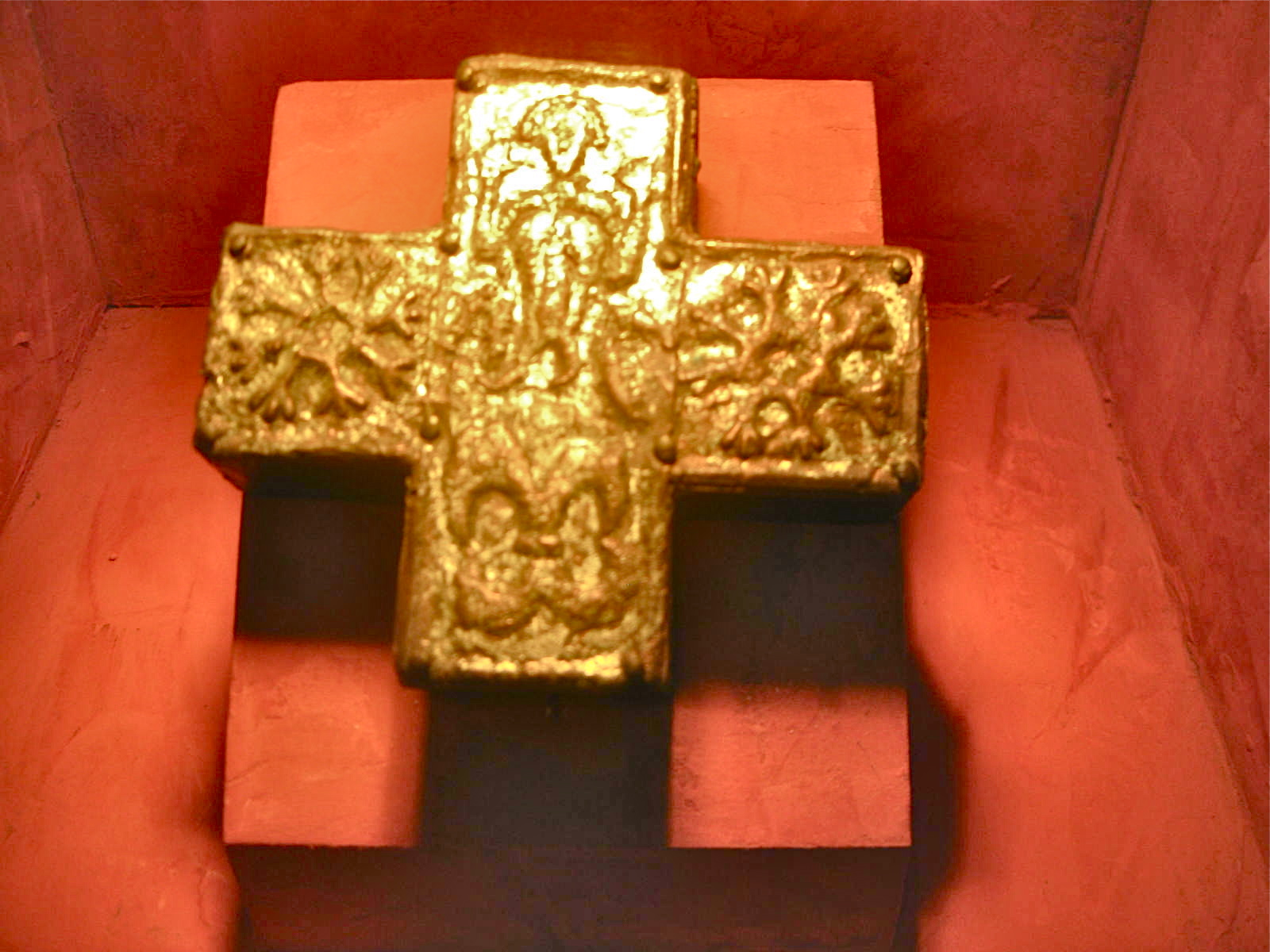
Mikulčický křížek se solární symbolikou a orantem

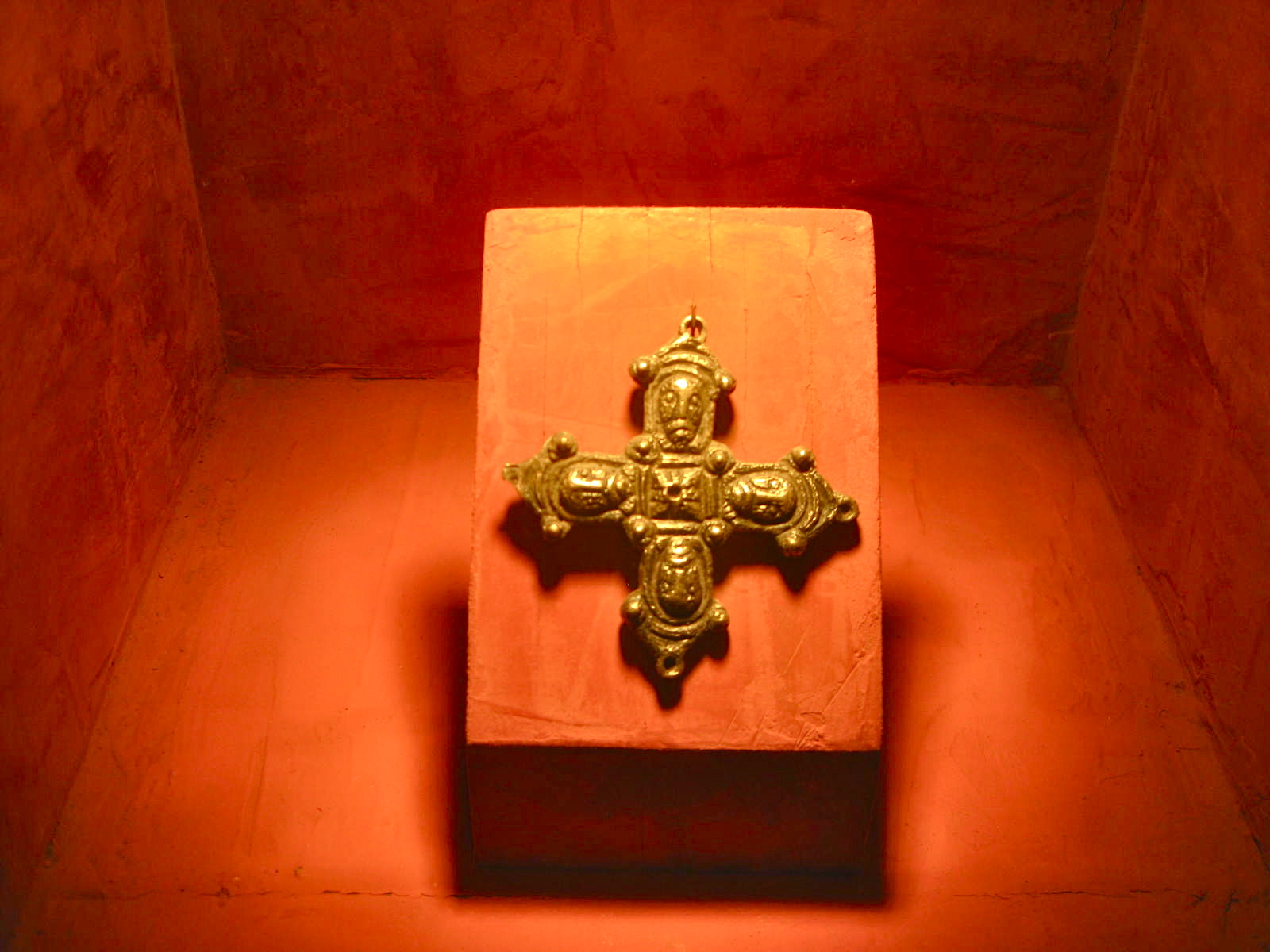
Neobvyklý křížek z Mikulčic s obličeji Boha či pohanského božstva

Dalším možným symbolem mohl být kříž vyjadřující posvátné číslo čtyři[zdroj?], jež podle moderního výkladu mohlo představovat čtvero období, čtyři živly či měsíční fáze. Není známo, že by tyto přírodní jevy byly součástí starobylého kultu Slovanů, spíše se jedná o moderní neopohanské či esoterní výklady a představivost o staroslovanském náboženství. V pohanské době byly známy i různé varianty jako např. pozdější ondřejský kříž, zmiňovaný Kosmou v pověsti o Lucké válce, sloužící k ochraně. Častým motivem je také kříž v kruhu podobný symbolu kola nebo kolo s loukotěmi.